# 기본 모음
기본 모음(cardinal vowel)은 20세기 초 영국의 음성학자 대니얼 존스(Daniel Jones)에 의해 세계 여러 언어와 여러 방언의 모음을 동일한 기준으로 분류하고 기술하고 비교하기 위해 고안된 체계이다.

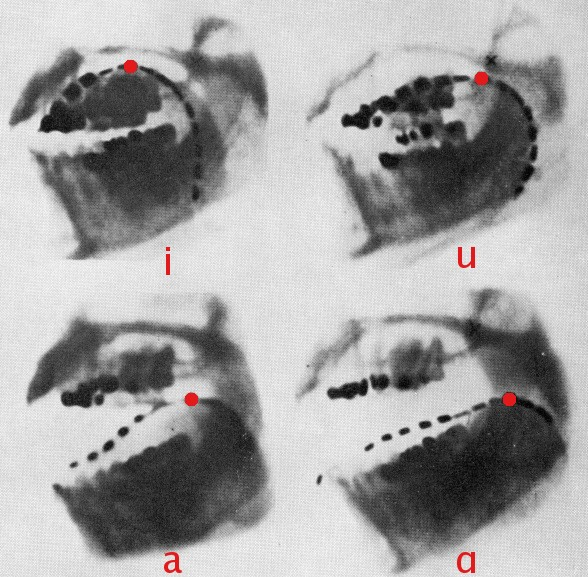

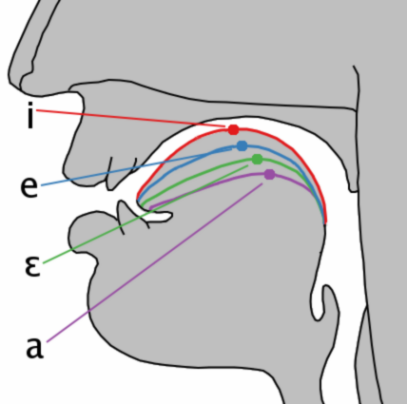

기본 모음은 1차 기본 모음 여덟 개와 과 2차 기본 모음 여덟 개, 2개의 중설 고모음 [ɨ], [ʉ]으로 이루어져 있다. 1차 기본 모음은 인간이 낼 수 있는 모음을 조음 음성학적으로 양극단을 잡고 그 사이를 청취 음성학적으로 등거리로 구분하여 설정하였다. 그리고, 이 모음들에서 원순성을 바꾸어 2차 기본 모음을 설정하였다.
1차 기본 모음들 중에서 우선 입술을 양 옆으로 펴고 혀를 가장 높이, 가장 앞으로 내어 낼 수 있는 모음 [i]와 입술을 둥글게 하지 않은 상태에서 혀를 가장 뒤로, 가장 아래로 내려 낼 수 있는 [ɑ]를 설정하였다. 그리고, [i]와 [ɑ] 사이를 청각적 등거리로 나누어 전설 모음 계열의 [e], [ɛ], [a]를 설정하고, 후설 모음 계열의 [ɔ], [o], [u]를 설정하였다.
2차 기본 모음은 1차 기본 모음에서 원순성을 바꾼 것이다. 1차 기본 모음 중 전설 비원순 계열 [i], [e], [ɛ], [a]를 발음할 때와 같은 위치에 혀를 둔 상태에서 입술만 둥글게 하여 얻어지는 모음이 2차 기본 모음인 전설 원순 계열 [y], [ø], [œ], [ɶ]이다. 또한 1차 기본 모음 중 후설 원순 계열 [ɔ], [o], [u]를 비원순으로 발음하여 얻어지는 모음이 후설 비원순 계열 [ʌ], [ɤ], [ɯ]이다. 단 1차 기본 모음 중 후설 모음 [ɑ]는 비원순 모음이며, 이를 원순으로 발음하여 얻어지는 모음이 2차 기본 모음 [ɒ]이다. 아래 표에서 회색 배경 셀에 적힌 모음들이 1차 기본 모음들이다.
| 혀의 높이 | 전설 비원순 | 전설 원순 | 중설 비원순 | 중설 원순 | 후설 비원순 | 후설 원순 |
| --------- | ----------- | --------- | ----------- | --------- | ----------- | --------- |
| 고모음    | [i]         | [y]       | [ɨ]         | [ʉ]       | [ɯ]         | [u]       |
| 중고모음  | [e]         | [ø]       |             |           | [ɤ]         | [o]       |
| 중저모음  | [ɛ]         | [œ]       |             |           | [ʌ]         | [ɔ]       |
| 저모음    | [a]         | [ɶ]       |             |           | [ɑ]         | [ɒ]       |